# Neferkare III Nebi
Neferkare Nebi (Neferkare volia dir "bonica és l'ànima de Ra", i Nebi volia dir "el protector") fou un faraó de la dinastia VII que se suposa que era un fill de Pepi II faraó de la dinastia VI. La seva tomba no ha estat trobada.
És esmentat a la llista d'Abidos  i dues vegades: apareix a la porta falsa de la tomba de la seva mare la reina Ankhesenpepi II,  i també està inscrit al seu sarcòfag. Aquestes certificacions mostren que la mare de Neferkare Nebi era possiblement la reina Ankhesenpepi II, cosa que presumiblement faria que el seu pare fos Merenre Nemtyemsaf I.
L'estela d'Ankhesenpepi II registra que Neferkare Nebi va començar la construcció d'una piràmide, possiblement a Saqqara i el va anomenar Ḏd-ˁnḫ Nfr-k3-rˁ nbjj, és a dir, Djedankh Neferkare Nebi i que significa "Neferkare Nebi és perdurable de la vida". La ubicació de la piràmide és desconeguda i és probable que mai hagi entrat significativament en l'etapa de construcció.
Com molts reis de la Vuitena Dinastia, Neferkare Nebi està absent del Papir de Torí, ja que una gran llacuna afecta la ubicació on el seu nom hauria estat relacionat.